# غوستافو فرانكو
غوستافو فرانكو (بالبرتغالية: Gustavo Franco‏) هو مصرفي واقتصادي برازيلي، ولد في 1956 في ريو دي جانيرو في البرازيل.

## وصلات خارجية
- الموقع الرسمي